# Dương Tư Húc
Dương Tư Húc (chữ Hán: 楊思勗, 654 – 740) là hoạn quan và tướng lĩnh thời Đường. 

## Tiểu sử

### Thân thế và binh nghiệp
Dương Tư Húc quê ở Thạch Thành, La Châu, vốn họ Tô về sau lấy theo họ cha nuôi. Thời trẻ ông làm Cấp sự ở Nội thị sảnh, từng theo Đường Trung Tông đánh dẹp thái tử Lý Trọng Tuấn năm 707, từng tháp tùng Đường Duệ Tông dẹp nội loạn Vi hậu năm 710, từng tháp tùng Đường Huyền Tông dẹp nội loạn Thái Bình công chúa năm 713, có công được thăng Tả Giám môn Vệ Tướng quân trở thành kẻ thân tín của Hoàng đế.

### Trấn áp khởi nghĩa Mai Thúc Loan
Đầu những năm Khai Nguyên (713 – 722), Mai Thúc Loan bên An Nam khởi binh chống lại nhà Đường, xưng hiệu là Mai Hắc Đế, đem quân ba mươi hai châu, bên ngoài giao kết với các nước Lâm Ấp, Chân Lạp, Kim Lân, chiếm cứ Hải Nam, phao tin mình đến bốn mươi vạn quân. Ông hay tin bèn dâng chiếu thư thỉnh cầu Hoàng đế cho cầm quân đánh dẹp, triều đình ưng thuận liền ban chiếu chỉ chiêu mộ con em các thủ lĩnh lên tới mười vạn người, cùng An Nam Đại đô hộ Quang Sở Khách theo đường cũ của Mã Viện thời Đông Hán tiến đánh bất ngờ khiến Mai Hắc Đế không kịp trở tay, toàn quân đại bại. Quan quân nhà Đường cho thu xác tàn binh bại tướng của Mai Hắc Đế chôn đắp thành gò Kinh quán rồi rút về nước.

### Cầm quân dẹp loạn man tộc các nơi
Năm Khai Nguyên thứ mười hai (724), thủ lĩnh vùng Ngũ Khê tên là Đàm Hạnh Chương khởi binh dấy loạn, triều đình bèn cử ông làm Kiềm Trung Chiêu thảo sứ chỉ huy sáu vạn quân đến thảo phạt loạn binh, bắt được Hạnh Chương rồi đem chém ba vạn thủ cấp, nhờ vậy mà được thăng Phụ quốc Đại tướng quân kèm theo bổng lộc và ban cho quân phòng gác. Ít lâu sau, Tư Húc lại theo Hoàng đế làm lễ phong thiện ở núi Thái Sơn, sau khi về triều được thăng làm Phiêu kỵ Đại tướng quân cùng tước vị Quắc quốc công. 
Có tên Người Lạo ở Phong Lăng, Ung Châu là Lương Đại Hải làm phản triều đình, tụ tập binh mã kéo tới đánh phá các châu Tân, Hoành. Tư Húc lại cất quân dẹp yên, bắt được nhóm Đại Hải lên đến ba ngàn người bèn giết sạch để trừ hậu họa.   
Người man ở Lung Châu là Trần Hạnh Phạm tự xưng Thiên tử, bộ hạ là Hà Du Lỗ xưng Định quốc Đại tướng quân, Phùng Lân xưng Nam Việt vương, đánh phá bốn mươi châu huyện. Tư Húc phụng mệnh triều đình thống lĩnh quân ba châu Vĩnh, Đạo, Liên cùng mười vạn nỏ binh vùng Hoài Nam, tập kích chém được Du Lỗ và Lân tại trận. Hạnh Phạm thấy đại thế đã mất bèn bỏ chạy vào các động núi Bàn Liêu, Tư Húc dốc quân đuổi đến cùng quyết một trận sống mái với địch, sau cùng bắt giữ và chôn sống tặc đảng sáu vạn người, thu hồi chiến lợi phẩm gồm ngựa cùng vàng bạc kể hàng vạn. Ông qua đời lúc về già, thọ hơn tám mươi tuổi.   

## Tính cách
Dương Tư Húc vốn bản tính tàn nhẫn cùng thói quen chém giết đến cùng. Tù binh nào rơi vào tay ông đều bị lột da mặt chỉ còn lại sọ rồi đem da ấy cho mọi người xem, tướng sĩ khiếp sợ đến nỗi không ai dám nhìn, nhờ vậy mà ông mới có thể lập công trên chiến trường. Nội cấp sự Ngưu Tiên Đồng vì nhận hối lộ của Trương Thủ Khuê nên triều đình xuống chiếu giao lại Tư Húc xử tử. Ông bèn đem trói Tiên Đồng vào cột rồi lấy roi đánh đến thê thảm không gượng nổi nữa, xong bèn moi tim, chặt chân tay rồi cắt thịt mà ăn đến hết thịt mới được chết. 